# Väderkvarn

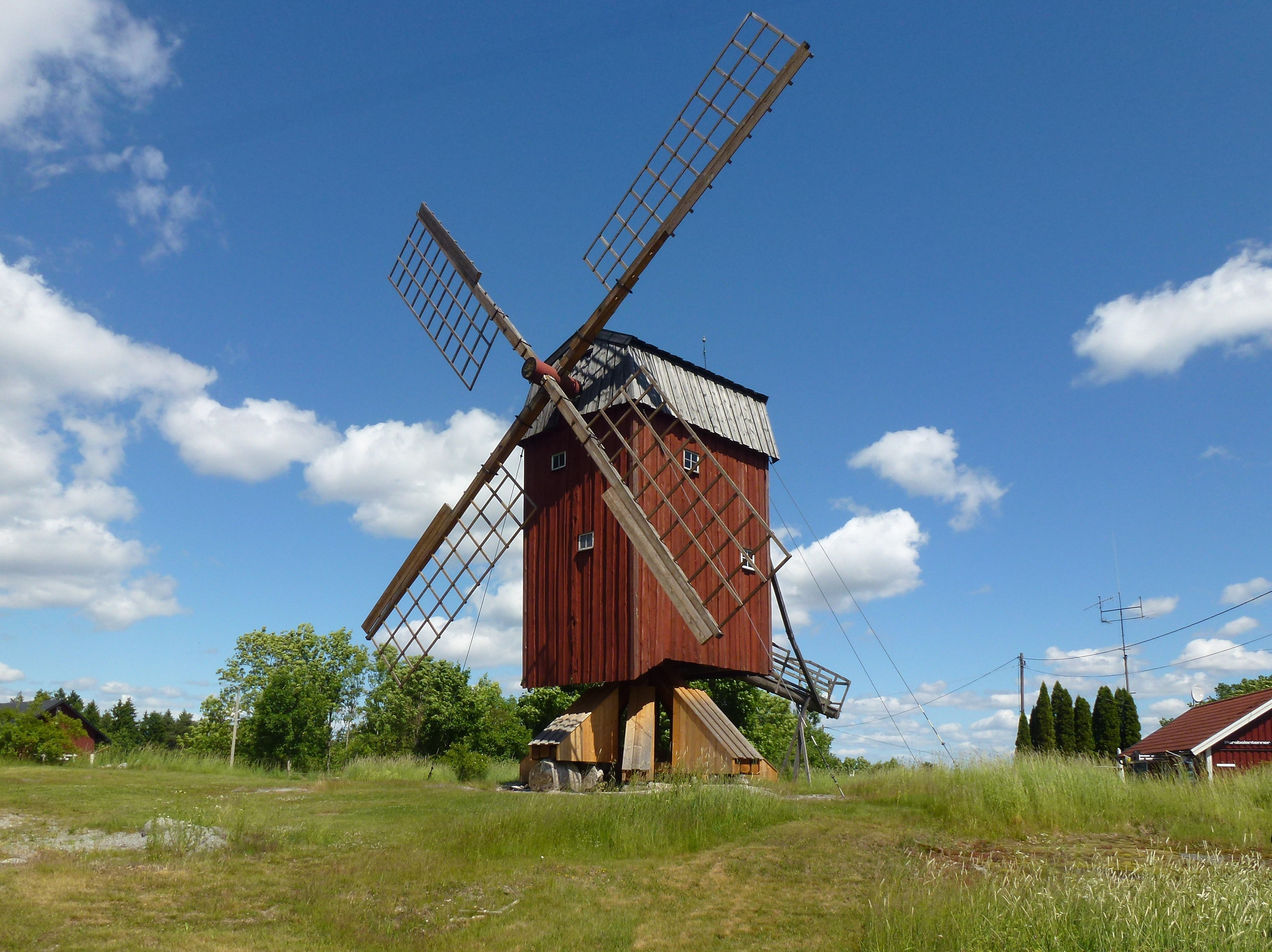
Sundby kvarn

Väderkvarn (skånska: vindmölla eller blekingska: vädemölle) är en kvarn som drivs med vindkraft. Väderkvarnen uppfanns i Persien runt år 600 efter Kristus. Tillsammans med vattenkvarnen hörde den till de första maskiner som drevs med något annat än muskelkraft. Väderkvarnar började användas i Europa i slutet av 1100-talet.

## Kvarntyper

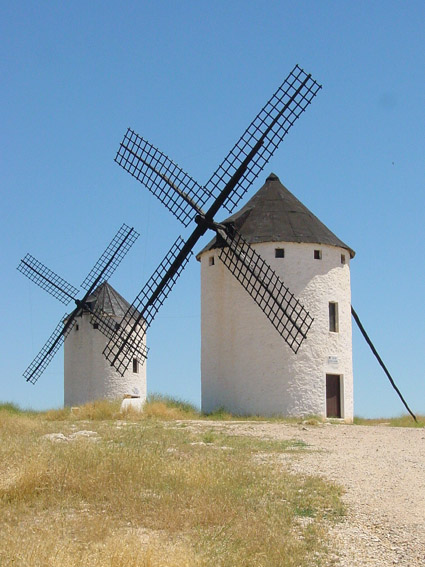
Väderkvarnar, Ciudad Real, Spanien. Väderkvarnar med detta utseende är idag kanske mest kända för att avbildas i samband med berättelserna om Don Quijote.

- Stubbkvarnen är en väderkvarn med ett hus som kan roteras beroende på vindriktningen, och med fyra vingar som sitter i ett kors. Dessa är vanligen byggda helt av trä stående på en stubbe av järn eller sten, kring vilket hela kvarnhuset är vridbart i vindriktningen. Denna kvarntyp är mycket vanlig på Öland, där den blivit en symbol för landskapet.
- Holländaren, mamsellkvarnen eller hättkvarnen karaktäriseras av att endast den översta delen av kvarnhuset är vridbart. Denna kvarntyp kan byggas betydligt större än en stubbkvarn. Kvarnhuset är ofta byggt av sten eller trä. I Sverige förknippas denna kvarntyp ofta med Skåne där de brukar benämnas möllor, men de förekommer också på andra håll och i Finland. Mindre hättkvarnar är tämligen rikligt förekommande på delar av Gotland.
- Holkkvarn är en typ av väderkvarn, där hjulhuset med sina vingar står på taket av kvarnbyggnaden. Kvarnens hjulhus kan vridas kring en trätrumma, den så kallade holken (därav namnet), som kan manövreras med hjälp av en stock i rätt vindriktning. Kvarntypen var vanlig i trakten kring Vänern och har funnits sedan 1600-talet, men är även känd i Europa.
- Paltrockkvarnen är en kvarntyp där hela kvarnhuset vrids, men inte som hos stubbkvarnen kring en axel, utan genom att kvarnbyggnadens yttre del är hjullagrad mot dess plattform.

I alla väderkvarnstyperna förs kraften från den roterande axeln (gångåsen) på vilken vingarna är fästade, via kugghjul över till en eller flera stenpar. Den övre stenen, löparen, roterar mot den undre fasta stenen, liggaren. Mälden fylls på genom centrumhålet i löparen (ögat), och mjölet samlas upp i ett mjölkar som omsluter liggaren. Vid användning spänns segel på vingarna för att fånga vinden. Vissa kvarnvingar hade träklaffar som fångade vinden.
Motsvarande konstruktioner har använts till andra ändamål än malning; mest kända är kanske de nederländska kvarnar som pumpade ut vatten ur poldrar. I Sverige konstruerade man så kallade väderpumpar för en del gruvor men de blev aldrig någon framgång. En vädersåg är en konstruktion där roterande vingar driver ett sågverk. Denna sågtyp kom först till användning i Holland men har även brukats i Sverige. På Öland har även vinddrivna skurverk, för att göra kalkstensplattor för byggnadsändamål släta, använts.
Väderkvarnar har huvudsakligen förekommit i öppna slättbygder med avsaknad av rinnande vattendrag. Detta gör att de i Sverige oftast återfinns i Skåne, på Lidköpingsslätten och framförallt på Öland, där de blivit till en symbol i landskapsbilden. I Finland fanns det ca 20 000 väderkvarnar i slutet av 1800-talet, med en koncentration på Åland, Åboland och Österbotten. Av dessa har ca 650 bevarats till i idag.
På Öland år 1820 fanns 1713 väderkvarnar. År 1954 var antalet 437 och 2014 är siffran 352. Utvecklingen av Kalmar ångkvarn mot slutet av 1800-talet gjorde dem överflödiga i praktiskt bruk, varför antalet drastiskt kom att minska. I Runstens socken 1820 fanns 108 väderkvarnar idag är antalet 12, i Vickleby (den relativt sett kvarnrikaste socknen på ön) är motsvarande siffror 77 och 8. Den ideellt arbetande Ölands kvarnförening verkar för kvarnarnas bevarande och bistår ägarna med råd och hjälp vid underhåll och restaurering.

## Exempel, kvarntyper

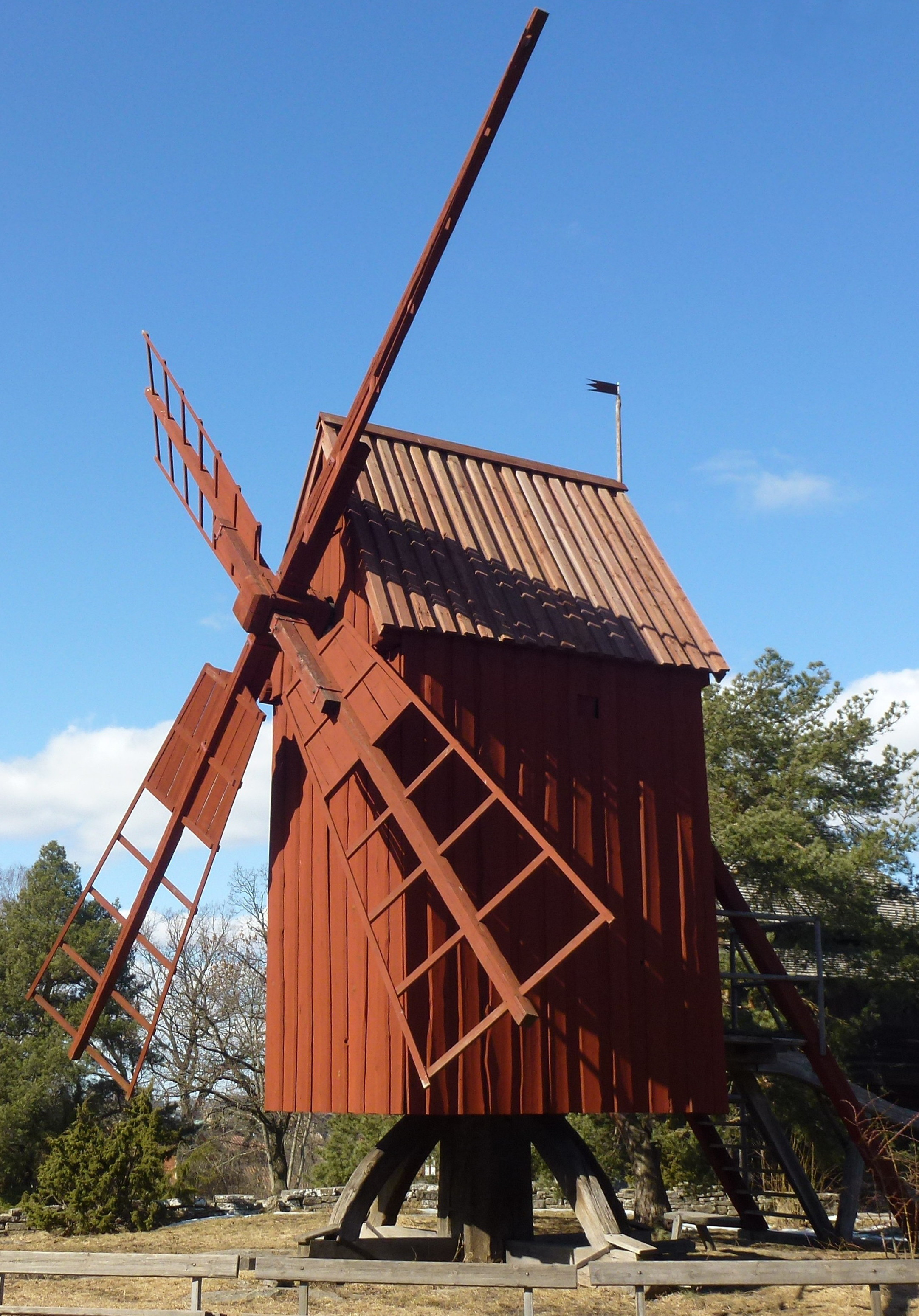
En typisk ölandskvarn av idag: Stubbkvarnen "Glömmingekvarnen". från Glömminge socken, numera på Skansen i Stockholm.
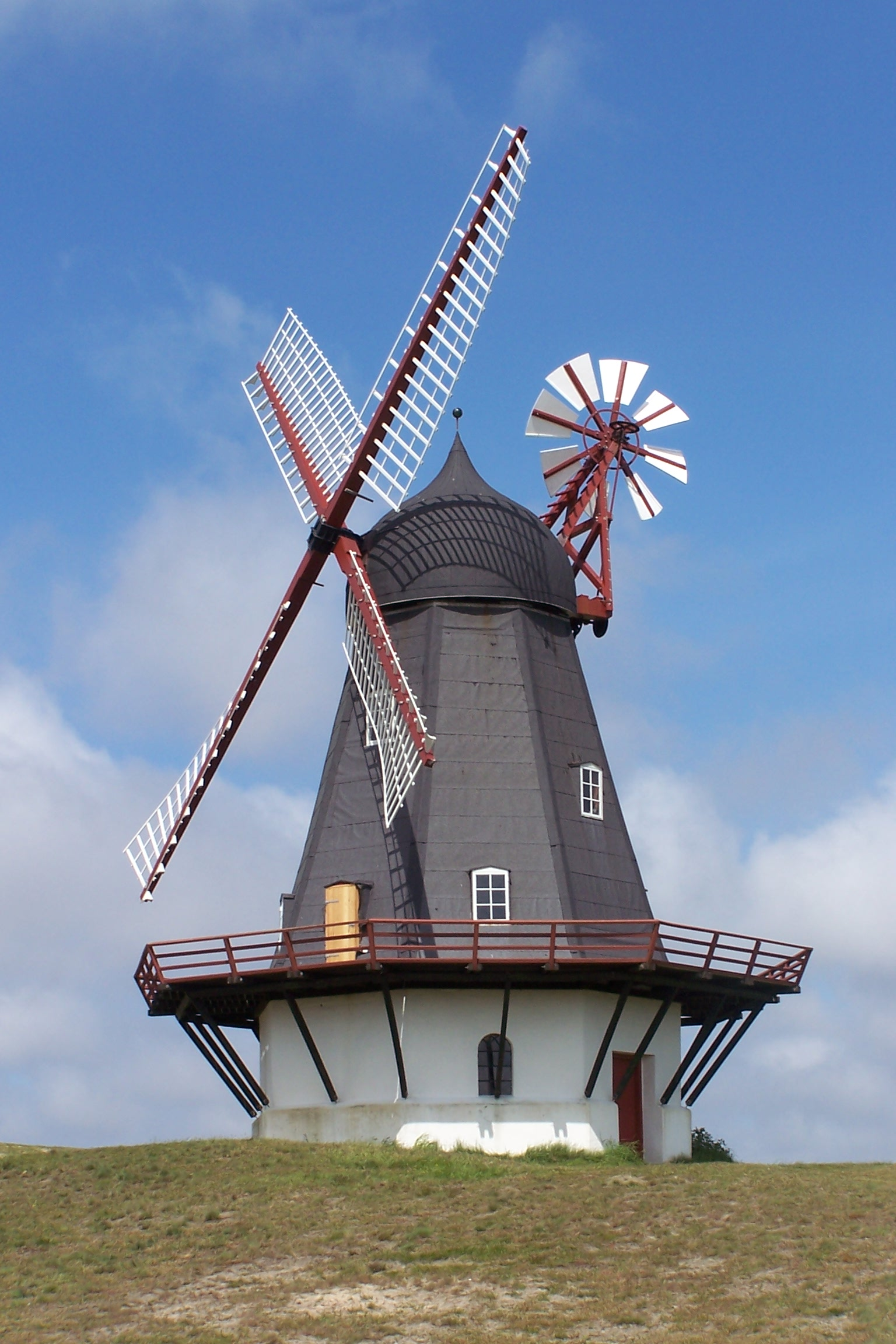
Dansk Holländare från 1895 i Sønderho, Fanø, med vindrosett.
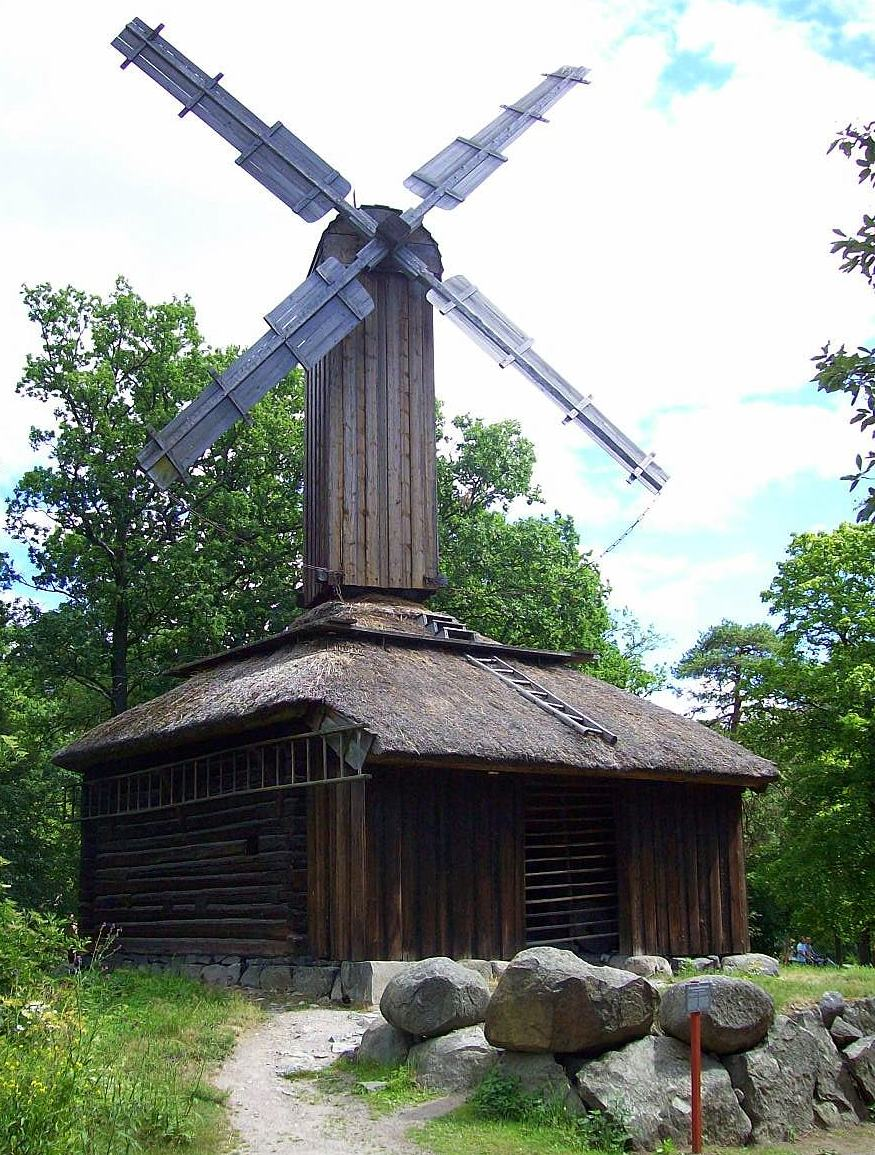
Holkkvarnen Främmestadskvarnen, Skansen.
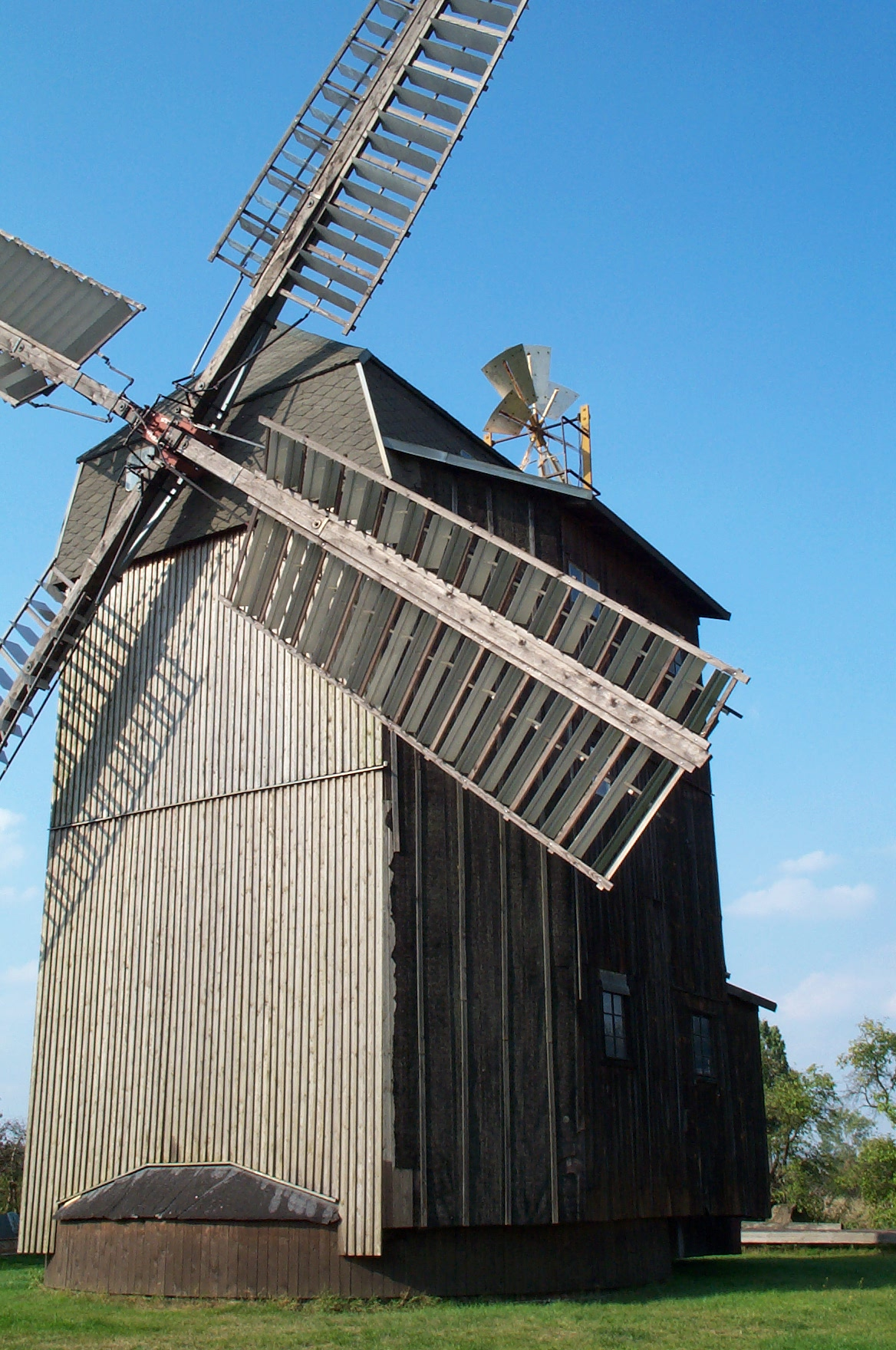
Paltrockkvarn i Brandenburg, Tyskland.

## Etymologi
Benämningen "väderkvarn" kommer av att man förr i tiden oftast använde ordet "väder" för blåst, i betydelsen strömmande luft. Översatt till dagens språkbruk skulle således väderkvarnen benämnas vindkvarn i likhet med hur man benämner dessa i Skåne, vindmölla.
Talesättet slåss med väderkvarnar härstammar från Miguel Cervantes roman Don Quijote, där riddaren i huvudrollen får för sig att väderkvarnar är ondskefulla jättar. Talesättet betyder därför ungefär "att försöka bekämpa en fiende som enbart är inbillad".